# フィル・コリンズ・ビッグバンド
フィル・コリンズ・ビッグバンド (The Phil Collins Big Band) は、イングランドのロック・ドラマー、歌手、ミュージシャンであるフィル・コリンズが、1996年から1998年にかけてサイド・プロジェクトとして取り組んだビッグバンド。 
ポップ・ミュージックのソロ・アーティストとして、また、プログレッシブ・ロック・バンドのジェネシスの一員としての活動で最もよく知られるコリンズであるが、彼が最も初期に影響を受けたのは、アメリカ合衆国のビッグバンドのドラマーだったバディ・リッチであった。フィル・コリンズ・ビッグバンドは、「ススーディオ (Sussudio)」や「インビジブル・タッチ (Invisible Touch)」など、コリンズやジェネシスの大ヒット曲をビッグバンドに編曲して演奏した。また、ジャズのスタンダード曲も取り上げ、「Chips & Salsa」、「バードランド (Birdland)」、「ピック・アップ・ザ・ピーセズ (Pick Up the Pieces)」などを演奏した。グループは、もっぱらインストゥルメンタルの演奏に徹し、コリンズはドラムに専念していた。コリンズが新作映画『ターザン』の音楽に着手した1999年に、グループは解散した。2004年にコリンズは、ビッグバンドとともにモントルー・ジャズ・フェスティバルに出演し、トニー・ベネットをボーカルに迎え、ピアニストのラルフ・シャロンやダブル・ベースのダグラス・リチェソン (Douglas Richeson) を従えて、「ゼアル・ビー・サム・チェンジズ・メイド (There'll Be Some Changes Made)」をカバーした。この時の録音は、2018年に発表されたフィル・コリンズのCD4枚組ボックス・セット『Plays Well with Others』に収録された。
フィル・コリンズ・ビッグバンドは、1998年に録音し、1999年に発売されたアルバム『A Hot Night in Paris』を残した。1996年にモントルー・ジャズ・フェスティバルに出演した際の映像は、2010年のDVD『Phil Collins Live at Montreux』に特典映像として収録されている。
フィル・コリンズ・ビッグバンドとの共同作業による業績は高く評価され、雑誌『Modern Drummer』の読者投票で、コリンズは2000年のビッグバンド・ドラマー・オブ・ザ・イヤーに選出された。

## パーソネル
リズム・セクション
- Phil Collins – drums, band leader, rare vocals (Stormy Weather)
- Brad Cole – keyboards
- Daryl Stuermer – guitars
- Doug Richeson – double bass
- Luis Conte – percussion

ホーン・セクション
- Harry Kim – musical director, trumpet, bugle
- Daniel Fornero – trumpet, bugle
- Tito Carrillo – trumpet
- Alan Hood – trumpet, bugle
- Ron Modell – trumpet, bugle
- Scott Bliege – trombone
- Mark Bettcher – trombone
- Antonio Garcia – bass trombone
- Matt James – alto saxophone, woodwinds
- Kevin Sheehan – baritone saxophone, woodwinds
- Chris Collins – tenor saxophone, woodwinds
- Ian Nevins – tenor saxophone, woodwinds
- Larry Panella – tenor saxophone, woodwinds